# Maki Kawanishi
Maki Kawanishi (川西真紀?, Kawanishi Maki; 16 febbraio 1979) è una schermitrice giapponese, specializzat nel fioretto. Ha vinto una medaglia di bronzo ai Campionati mondiali di scherma.